# 2003 a tudományban
2003 a tudományban és a technikában.

## Antropológia
- március 13. – A Nature bejelenti, hogy 350 000 éve élt felegyenesedve járó ember lábnyomát találtak Olaszországban.

## Biológia
- április 25. – megjelenik a kettős spirálból álló DNS-szerkezetmodellt először bemutató cikk a Nature című szakfolyóiratban. A géneket hordozó DNS-szerkezet korszakos jelentőségű felfedezésért James D. Watson és Francis Crick 1962-ben fiziológiai Nobel-díjban részesült. (A felfedezésben részt vett harmadik tudós, Maurice Wilkins korábban elhunyt.)[1][2][3]
- október 13. – A nyílt tudományos folyóirat, a PLoS Biology a Public Library of Science részeként, megkezdi működését.

## Csillagászat és űrkutatás
- február 1. – A Columbia űrrepülőgép felrobban Texas felett, megölve ezzel 7 utasát.
- február 11. – A NASA WMAP szondája elkészíti a világegyetem fiatalkori képét. Ez a kép azt mutatja, hogy az univerzum 13,7 milliárd éves (±1%) és segít alátámasztani az univerzum táguló jellegét.
- május 31. – Napfogyatkozás Skócia északi részén, Feröeren, Grönlandon és Izlandon, míg Európa és Oroszország nagy részén részleges fogyatkozást láthattunk.
- június 2. – Az ESA Mars Express küldetését elindították.
- augusztus 27. – A Mars perigeuma. I. e. 57 617 óta a legközelebb került hozzánk a bolygó.
- szeptember 27. – A SMART–1 küldetését elindították.
- október 15. – Kína elindítja a Sencsou–5-öt, az első emberes küldetését.
- október–november – A Nap magas aktivitású, számos nagy napszelet kelt.
- november 23. – Teljes napfogyatkozás az Antarktiszon.
- december 25. – A Mars Express Mars körüli pályára lép. A leszállóegysége, a Beagle 2 leszállás közben leveszett.

## Orvostudomány
- február 26. – Egy amerikai üzletembert SARS-sal diagnosztizáltak Hanoiban, Vietnámban. A diagnózist a WHO orvosa, Carlo Urbani állította fel.

## Technológia
- Március – A Kodak kiadja a világ első LED kijelzőjű digitális kameráját.
- július 30. – A régi stílusú Volkswagen Bogár termelése véget ér a Földön, az utolsó darab a mexikói Pueblában készül el.[4]
- október 24. – A Concorde utolsó repülése, mellyel véget ér a civil szuperszonikus repülés korszaka, legalábbis egy időre.
- Az Intel kiadja a Pentium M mikroprocesszort.

## Számítástechnika
- július 8. – elindult a magyar Wikipédia az új szerveren
- július 14. – kiadják a Gentoo Linux 1.4-es verzióját

## Díjak
- Nobel-díj
  - Fizikai Nobel-díj: Alekszej Alekszejevics Abrikoszov (Алексей Алексеевич Абрикосов) (Oroszország), Vitalij Ginzburg (Виталий Лазаревич Гинзбург) (Oroszország) és Anthony James Leggett (Egyesült Királyság) „a szupravezetés és a szuperfolyékonyság területén végzett úttörő munkájukért”.
  - Kémiai Nobel-díj: Peter Agre, Roderick MacKinnon „a vízcsatornák felfedezéséért a sejtmembránban és ioncsatorna(ák) felépítésének és működésének tanulmányozásáért”.
  - Fiziológiai és orvostudományi Nobel-díj: Paul Lauterbur és Sir Peter Mansfield megosztva a „mágneses rezonancia orvosi felhasználásában elért eredményeikért”.
- Turing-díj: Alan Kay
- Abel-díj a matematikában: Jean-Pierre Serre
- Wollaston-medál a geológiáért: Ikuo Kushiro

## Születések
- május 28. – Prometea, az első klónozott ló.

## Halálozások
- február 1. – Az STS–107 legénysége
  - Michael P. Anderson (született 1959)
  - David Brown (született 1956)
  - Kalpana Chawla (született 1961)
  - Laurel Clark (született 1961)
  - Rick D. Husband (született 1957)
  - William C. McCool (született 1961)
  - Ílán Rámón (született 1954)
- február 14. – Dolly bárány (született 1996), a világ első klónozott emlőse.
- március 29. – Carlo Urbani (született 1956), orvos, az SARS felfedezője.
- április 17. – Dr. Robert Atkins (született 1930), táplálkozáskutató.
- április 20. – Bernard Katz megosztott Nobel-díjas német-ausztrál-brit biofizikus, neurofiziológus (* 1911)
- május 28. – Ilya Prigogine, orosz származású belga–amerikai kémikus, kémiai Nobel-díjas (* 1917).
- május 28. – Oleg Makarov orosz, szovjet űrhajós (* 1933).
- augusztus 4. – Frederick Chapman Robbins megosztott Nobel-díjas amerikai orvos, virológus (* 1916)
- szeptember 9. – Teller Ede fizikus, a hidrogénbomba feltalálója (* 1908) .
- október 15. – Bertram N. Brockhouse fizikus (* 1918).